# Montoliu de Sent Bernat
Montoliu de Sent Bernat (francès Montoulieu-Saint-Bernard) és un municipi del departament francès de l'Alta Garona, a la regió d'Occitània.